# Perdita compactilis
Perdita compactilis är en biart som beskrevs av Timberlake 1980. Perdita compactilis ingår i släktet Perdita och familjen grävbin. Inga underarter finns listade i Catalogue of Life.